# مارك 14 (قنبلة نووية)

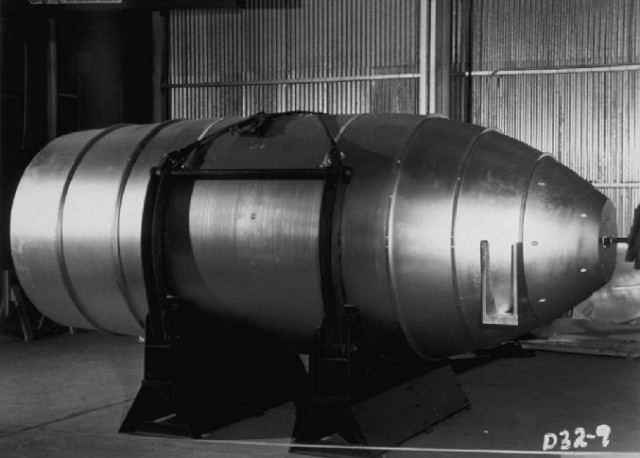
مارك 14(قنبلة نووية).

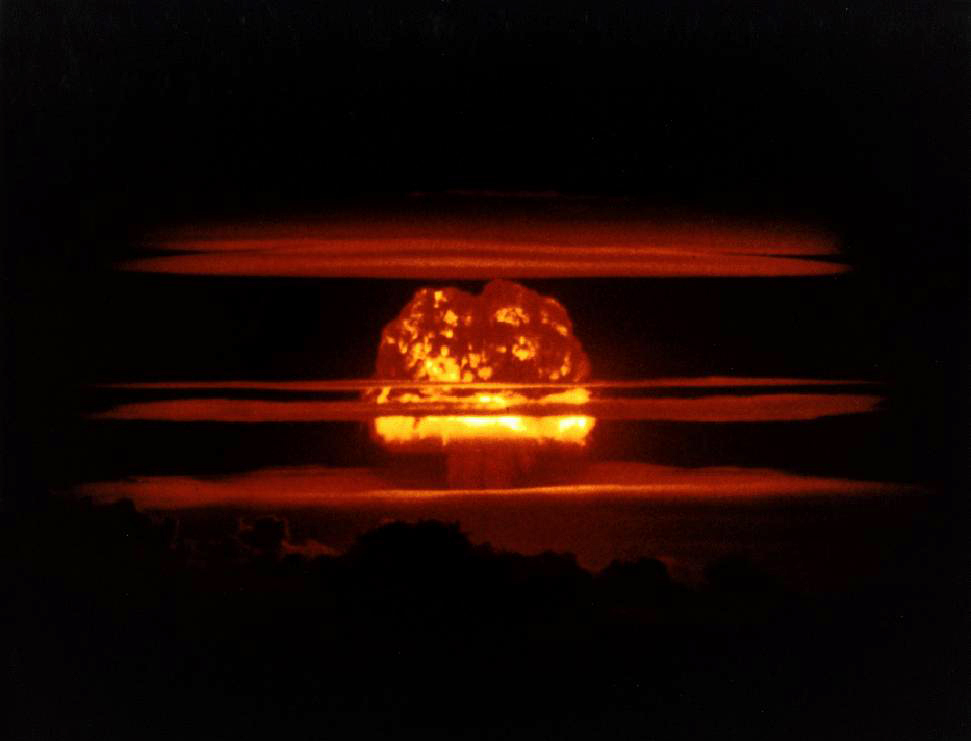
اختبار تصميم مارك 14(قنبلة نووية)

قنبلة مارك 14 النووية هي سلاح حراري استراتيجي في خمسينيات القرن العشرين وهو أول قنبلة هيدروجينية تعمل بوقود صلب. كان تصميم تجريبي وتم إنتاج خمس قنابل فقط في أوائل عام 1954.
تم اختباره في أبريل 1954 أثناء اختبار كاسل يونيون النووي وكان له عائد قدره 6.9 مليون طن. كان وقود الانصهار الذي استخدمته القنبلة 95٪ من الليثيوم ديوتيد الليثيوم النظير المخصب بنسبة 95٪ والذي كان في ذلك الوقت مصدر نادر ومسئول بشكل رئيسي عن انتشاره المحدود. وأظهر اختبار قلعة برافو أن نظير الليثيوم غير المخصب 7 يعمل كذلك من أجل تفاعلات الاندماج النووي كنظير 6. كان يبلغ قطرها 61.4 بوصة (1.56 م) وطولها 222 بوصة (5.64 م). وزنهم بين 28,950 و 31و000 رطل.
بحلول عام 1956  تم إعادة تدوير مكونات جميع القنابل الخمسة المصنوعة من طراز مارك 14 في مارك 17.